# Cydistomyia norae
Cydistomyia norae är en tvåvingeart som beskrevs av Trojan 1991. Cydistomyia norae ingår i släktet Cydistomyia och familjen bromsar.
Artens utbredningsområde är Nya Kaledonien. Inga underarter finns listade i Catalogue of Life.